# Richard Henry Lee
Richard Henry Lee (Stratford Hall, 1732. január 20. – Chantilly, 1794. június 19.) az Amerikai Egyesült Államok szenátora (Virginia, 1789–1792).